# Kampsport

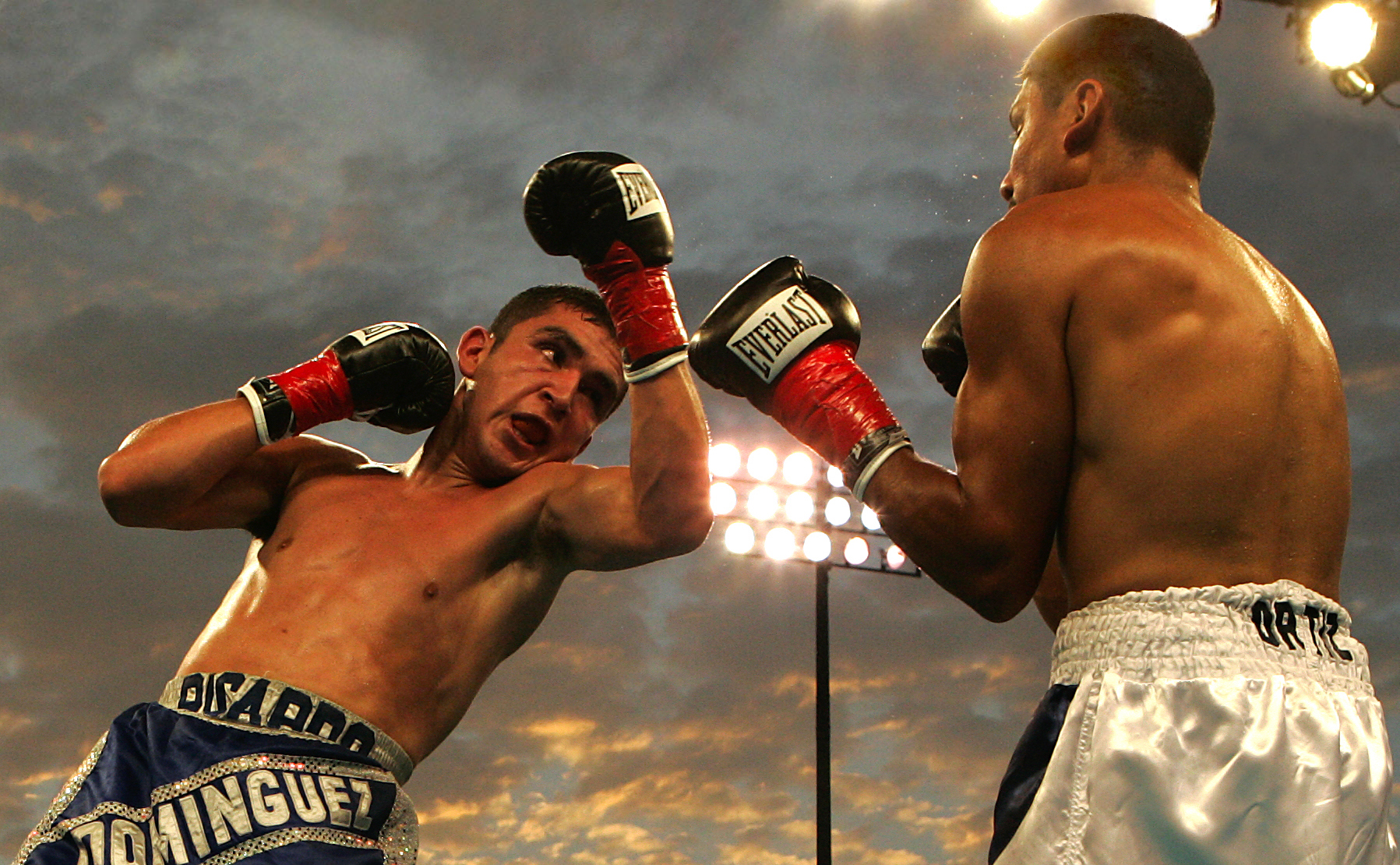
Boxning är en vanlig kampsport. På bilden syns boxaren Ricardo Domínguez till vänster och boxaren Rafael Ortiz till höger

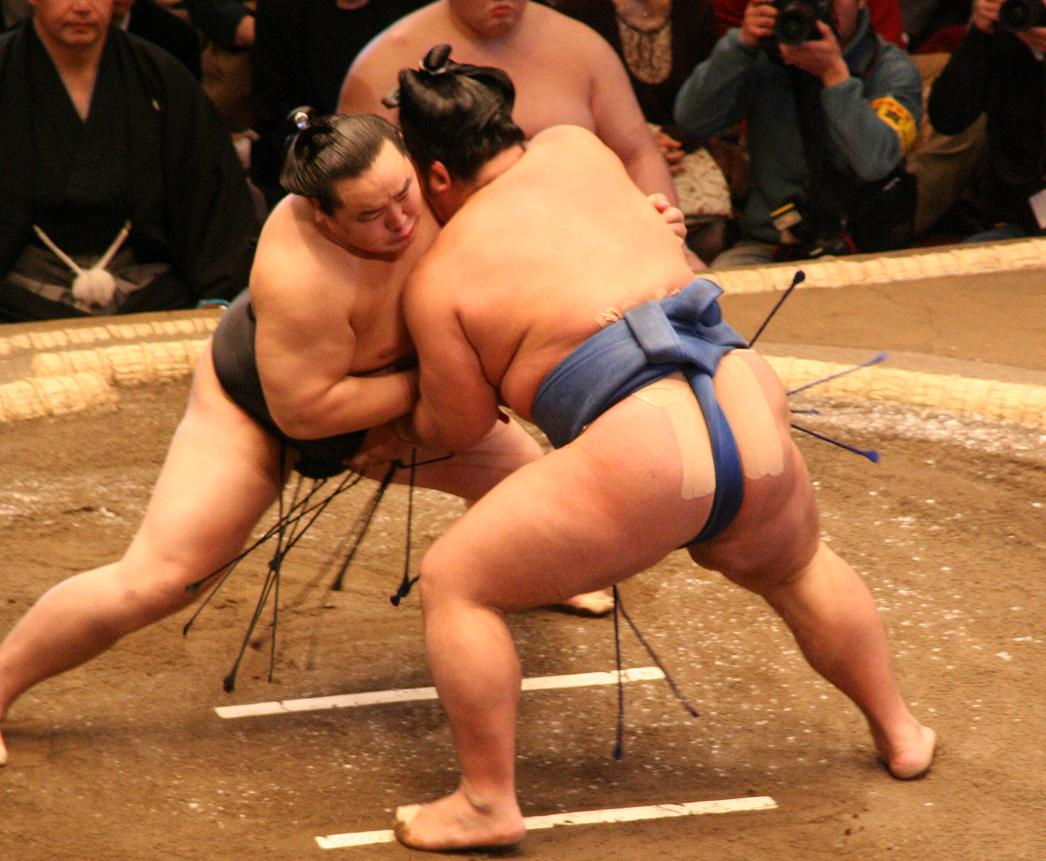
Sumobrottning mellan brottarna Asashōryū och Kotoshogiku

Denna artikel handlar om kampsport ur ett idrotts- och träningsperspektiv. Se även stridskonst.
Kampsport är samlingsnamn för sporter, idrotter eller praktiker som innehåller eller förbereder för någon form av närstrid. Exempel på populära kampsporter är boxning, MMA, brottning, taekwondo, Taido och fäktning.

## Kampsport
Gemensamt för kampsporter är att de är kontrollerade i utövandet och relaterar till någon typ av våld och/eller aggression. Det finns regler och förbud, krav på skyddsutrustning och ofta bedömning i form av ett poängsystem. En boxare får till exempel inte sparkas eller ta av sig sina handskar. En brottare får inte bitas eller använda motståndarens kläder till sin fördel. Reglerna är främst till för att undvika och minimera personskador och men också för att skilja olika kampsporter åt.

## Historia
Traditionella typer av brottning finns i de flesta kulturer; brottning kan betraktas som en kulturell universalsport. Boxningstävlingar förekom i det forntida sumeriska riket under det 3:e årtusendet f.Kr. och i det forntida Egypten omkring 1350 f.Kr. De forntida olympiska spelen omfattade flera kampsporter: löpning i rustning, boxning, brottning och pankration, som introducerades vid de olympiska spelen 648 f.Kr.
I det gamla Kina uppträdde kampsporten i form av Taijiquan. Det var en kontaktsport som kombinerade boxning och brottning. Det finns bevis för liknande kampsporter i det forntida Egypten, Indien och Japan.
Under medeltiden och renässansen var turneringar populära. Turneringarna var tävlingar som innehöll flera låtsasstrider, varav den viktigaste var en riddarstrid. Även om turneringar var populära bland aristokrater utövades kampsporter av människor från alla samhällsskikt. Den tyska kampsportsskolan under senmedeltiden skilde mellan atletisk kamp (schimpf) och seriös kamp (ernst). Under den tyska renässansen kallades kampsporterna för fächtschulen, vilket motsvarade prisutdelningar i Tudor-England. Från dessa prismatcher utvecklades 1700-talets engelska boxning (eller prismatcher), som utvecklades till modern boxning i och med införandet av markisen av Queensberrys regler 1867. 
Skapandet av brasiliansk jiu-jitsu tillskrivs den brasilianska familjen Gracie 1925, efter att asiatiska kampsporter introducerades i Brasilien. Wale tudo, brottning, Muay Thai, kickboxning och luta livre blev allt populärare. Modern muay thai utvecklades under 1920- och 1930-talen.